# Kiwa (Gattung)
Kiwa ist eine Gattung mariner Zehnfußkrebse. Wegen der außerordentlichen Behaarung der Chelipeden und der Schreitbeine werden die Tiere allgemein als „Yeti-Krabben“ bezeichnet, nach dem legendären Fabelwesen Yeti. Die Gattung wird in eine eigene Familie, Kiwaidae, in der Überfamilie Chirostyloidea gestellt. Der Gattungsname Kiwa bezieht sich auf die polynesische Göttin der Krebstiere, Kiwa.

## Merkmale der Gattung und Familie
Der symmetrische Körper ist abgeflacht, der Carapax kalzifiziert, leicht konvex und glatt. Das dreieckige Rostrum ist gut entwickelt. Die beweglichen, unpigmentierten Augen sind zu kleinem, weichen Zellgewebe reduziert und befinden sich nahe der Antennulae. Die Antennenbasis (Antennal peduncle) besteht aus fünf Segmenten und ist unbeschuppt. Hauptsächlich Sternum und die bauchseitigen Flächen der Schreitbeine sind dicht mit langen Fiederborsten besetzt. Die Chelipeden (Schreitbein 1) sind fast gleich, kräftig und stark gestreckt. Die Abdominalsegmente sind glatt und nicht zum Thorax geklappt. Das Telson, mit einer Quernaht in der Mitte und einer Längsnaht in der hinteren Hälfte, ist unter das vorhergehende Pleon (Abdominalsomit) geklappt.

## Lebensraum und Lebensweise
Kiwa Arten bewohnen chemosynthetische Umgebungen wie hydrothermale Quellen und kalte Methanquellen in Tiefen von 1000 bis 2600 m⁠. Kiwa puravida ist die einzige Art, die von Kohlenwasserstoffquellen vor Costa Rica bekannt ist. Die anderen Arten kommen, teils in erstaunlich großer Anzahl, an hydrothermalen Quellen rund um die südliche Hemisphäre vor. Alle Arten besitzen gefiederte Borsten, auf denen sich Bakterien ansiedeln, von denen sie sich fast ausschließlich ernähren und die sie scheinbar aktiv vermehren.

## Arten und deren Verbreitung
Vier Arten wurden bisher beschrieben.
- Kiwa hirsuta Typusart, drei hydrothermale Stellen (38 Grad Süd), die fast 1,5 km entlang des Pazifisch-Antarktischer Rückens liegen.
- Kiwa puravida, die 2006 im Ost-Pazifik entdeckt wurde.
- Hoff-Krabbe (Kiwa tyleri), die auf hydrothermalen Schloten der Scotia-Platte gefunden wurde.
- Kiwa araonae aus dem australischen Antarktikgewässer.